# وينتون بيكرينغ
وينتون بيكرينغ هو سياسي نيوزيلندي، ولد في 8 ديسمبر 1962 في جزر كوك في نيوزيلندا. نشط حزبياً في الحزب الديمقراطي ‏. وقد انتخب عضو برلمان جزر كوك ‏.